# Emily Jing
Emily Jing, född 13 maj 2007, är en amerikansk fäktare som tävlar i florett.

## Karriär
Vid junior- och kadett-VM 2023 i Plovdiv tog Jing guld i lagtävlingen i florett i juniorklassen samt brons individuellt i kadettklassen.
Vid panamerikanska mästerskapen 2025 i Rio de Janeiro tog Jing guld tillsammans med Lauren Scruggs, Jaelyn Liu och Lee Kiefer i lagtävlingen i florett. Vid VM 2025 i Tbilisi tog de återigen guld tillsammans i lagtävlingen i värja efter att ha besegrat Frankrike i finalen.